# Imhotep (faraó)
Imhotep fou un faraó de la dinastia VII o de la dinastia VIII, a l'antic Egipte, que va governar a Memfis. Imhotep fou un nom de naixement que era relativament freqüent a la zona de Memfis (vegeu Imhotep). Fora del seu nom no es coneix cap altra circumstància.